# Пізні османські геноциди
Пізні османські геноциди — історіографічна теорія, яка розглядає одночасні геноциди вірмен, греків та ассирійців, що відбулися протягом 1910–1920-х років, як частину однієї події, а не окремої політики, яку проводили молодотурки. Хоча деякі джерела, зокрема «Тридцятирічний геноцид» істориків Бенні Морріса та Дрора Зе’єві, характеризують цю подію як геноцид християн, інші, наприклад, написані істориками Домініком Дж. Шаллер стверджують, що такий підхід «ігнорує масове насильство молодих турків проти нехристиян», зокрема проти курдів-мусульман.
Історик і соціолог Угур Юміт Юнґор стверджує, що масове насильство в пізній Османській імперії та її спадкоємцях включає, але не обмежуються, переслідування мусульман під час Османської імперії в 19 і на початку 20 століття, різанину вірмен в Адані в 1909 році, Грецький геноцид (1913–1922), ассирійський геноцид (1914–1924), геноцид вірмен (1915–1917), різанина курдських повстанців у Кочгірі 1921 року, «масове насильство проти курдів від повстання шейха Саїда 1925 року до  різанини 1938 року», погроми у Тракії 1934 року проти євреїв, через погром у Стамбулі проти греків та вірмен 1955 року. Інші вчені іноді також включають попередні розправи над вірменами в Гаміді в 1890-х роках або депортації курдів між 1916 і 1934 роками.
За словами журналіста Томаса де Ваала, бракує роботи, схожої на «Криваві землі» історика Тімоті Снайдера, яка намагалася б висвітлити все масове насильство в Анатолії та на Кавказі між 1914 та 1921 роками. Де Ваал припускає, що, хоча «геноцид 1915–1916 років виділяється як найбільше звірство цього періоду... [такий твір] також створить контекст, який дозволить іншим змиритися з тим, що сталося і чому, і також віддати шану багатьом мусульманам, які трагічно загинули в цю епоху».